# Adrián Yospe
Adrián Ezequiel Yospe (Buenos Aires, Argentina; 12 de febrero de 1970-San Isidro, Argentina; 10 de noviembre de 2011) fue un actor argentino que trabajó en varias películas y series de su país.

## Biografía
Tuvo un hijo, Valentino Yospe, nacido el 26 de marzo de 2006, fruto de su relación (hasta 2007) con Natacha Jaitt (1977-2019).
Falleció la madrugada del 10 de noviembre de 2011 a los 41 años, a causa de un grave cáncer esofagogástrico que le había sido diagnosticado poco antes de su muerte.

## Televisión
- Grande pá! (1991)
- Zona de riesgo (1992)
- Canto rodado, escuela de arte (1993)
- La marca del deseo (1994)
- Para Toda La Vida (1994)
- Con alma de tango (1994)
- Nueve Lunas (1995)
- Poliladron (1996)
- El Signo (1997)
- Mama x 2 (1997)
- Lo Dijo Papá (1997)
- La belleza de Helena (1997)
- La Condena de Gabriel Doyle (1998)
- Gasoleros (1998)
- Verano del '98 (1999)
- Desesperadas Por El Aire (1998)
- Buenos vecinos (1999)
- Cabecita (1999-2000)
- Tiempo final (2000)
- Luna salvaje (2000)
- Un cortado, historias de café (2001)
- Son de Fierro (2007)
- Mujeres de Nadie 2 (2008)
- Botineras (2010)
- Los únicos (2011)
- El puntero (2011)
- Adictos (2011)

## Cine
- La peste (1991)
- Caballos salvajes (1995)
- Más allá del límite (1995)
- La maestra normal (1996)
- Pizza, birra, faso (1997)
- La casa de Tourneur (1997)
- Es todo (1998) (no estrenada comercialmente)
- La venganza (1999)
- ¿Y dónde está el bebé? (2002)
- Apasionados (2002)
- Dibu 3, la gran aventura (2002)
- 555 (2011)
- Juan y Eva (2011)